# ワークショップデザイナー
ワークショップデザイナーとは、コミュニケーションを基盤とした知識や技能を活用する参加体験型活動プログラム（ワークショップ）をデザインする専門職である。

## ワークショップデザイナー育成プログラム
ワークショップデザイナーを養成する育成プログラムは、学校教育法にもとづく120時間の履修証明書が発行される講座である。本プログラムは、これまで青山学院大学、大阪大学、鳥取大学で開講されてきたが、現在は青山学院大学のみで開講されている。なお、本プログラムの履修生は、2000人を超えている。
また、本プログラムは、文部科学大臣から「職業実践力育成プログラム」（BP：Brush up Program for professional）に認定されている。2015年には、グッドデザイン賞2015、グッドデザイン・ベスト100に選ばれた。